# Kees de jongen (film)
Kees de jongen is een Nederlandse speelfilm uit 2003 van André van Duren met in de hoofdrollen Ruud Feltkamp, Wim van der Grijn, Theo Maassen en Hans Kesting. Vanwege de kosten (3,6 miljoen euro) werd de film uitgebracht als een Nederlands-Duitse-Britse coproductie.
Het scenario voor de film is gebaseerd op de gelijknamige roman (1923) van Theo Thijssen. De film bracht 395.508 euro op en trok 61.397 bezoekers (Bron: bezoekerstatistieken 1999-2009 Nederlandse Film Producenten). De kritieken waren gemengd, de film werd geprezen om zijn vormgeving, maar men vond over het algemeen dat de film een te brave verfilming was met weinig dramatische ontwikkelingen.  

## Verhaal
In 1895 woont de twaalfjarige Kees Bakels in de Amsterdamse wijk De Jordaan. Zijn vader heeft een schoenwinkel maar de zaken gaan slecht. Het gezin heeft het niet breed en Kees compenseert zijn armoedige bestaan in zijn dagdromen. Zo redt hij Rosa, het meisje waar heimelijk verliefd op is, van een aanstormende koets, redt kinderen uit het water, verslaat hij in een flitsend duel zijn schermleraar, doet iedereen versteld staan met zijn virtuoze vioolspel, zet zijn vrekkige opa en oma op hun nummer en spreekt vloeiend Frans met rijke heren. Op school gaat het ondanks de dromerijen goed met Kees, hij haalt hoge cijfers. Hij zit in de zesde klas van de lagere school en de kans bestaat dat hij misschien mag doorleren. Maar dan wordt zijn vader ernstig ziek en Kees wordt er meer en meer uitgestuurd voor allerlei karweitjes. Hierdoor kan hij minder meekomen op school en verliest hij het contact met Rosa, die ook steeds meer voor Kees lijkt te voelen. Als zijn vader sterft, moet zijn moeder de kost verdienen en het gezin verhuist naar een mindere buurt. Kees realiseert zich dat er te weinig geld binnenkomt en dat hij zijn verantwoordelijkheid moet gaan nemen, de tijd van dromen is voorbij.

## Rolverdeling
- Ruud Feltkamp: Kees Bakels
- Hannah Cheney: Rosa Overbeek
- Wim van der Grijn: Opa Bakels
- Nelly Frijda: Opoe Bakels
- Hans Kesting: Meester
- Theo Maassen: Vader Bakels
- Monic Hendrickx: Moeder Bakels
- Sebas Berman: Van Dam
- Yannick van de Velde: De Veer
- Friso van Ham: Donker
- Merel Hulzink: Truusje Bakels
- Mits Hommeles: Tom Bakels
- Hans Dagelet: Kleermaker Kraak
- Floris van Bommel: Klant
- Tjitske Reidinga: Juffrouw Dubois
- Tanja Jess: Tante Jeanne
- Frederik Brom: Oom Dirk
- Carine Crutzen: Mevr. Bogaerts
- Egbert-Jan Weeber: Kees Bakels (23 jaar)
- Katja Herbers: Rosa (23 jaar)

## Scenario
Theo Thijssen (1879-1943) heeft altijd ontkend dat zijn eigen jeugd model stond voor de belevenissen van Kees Bakels in Kees de Jongen. Toch zijn er veel overeenkomsten tussen Thijssen en zijn romanpersonage. Thijssen werd geboren in de Jordaan waar zijn vader een schoenwinkel had. Ook het gezin Thijssen had het niet breed en slechts na een zwaar toelatingsexamen kon Theo met een beurs verder studeren op Rijkskweekschool in Haarlem. Zijn beroemde boek Kees de Jongen verscheen in 1923 en heeft generaties van schrijvers, tekstdichters en vele andere Nederlanders beïnvloed (er verschenen 23 drukken (tot 2000)). In tegenstelling tot wat vaak gedacht wordt is Kees de Jongen geen kinderboek - Thijssen schreef niet voor kinderen - maar een roman voor volwassenen. 
Omzetten van het boek naar het toneel en film was niet zo eenvoudig omdat grote delen van de roman zich in het hoofd van Kees afspelen. Gerben Hellinga loste dit in zijn toneelvoorstelling Kees de Jongen (1970) op door Kees Bakels door twee acteurs (Wim van der Grijn en Hans Dagelet) te laten spelen, die respectievelijk de Kees-in-de-werkelijkheid en de Kees-in-diens-dagdromen vertolken. Bob in 't Hout die het scenario voor de film over Kees de Jongen schreef kon verdergaan. De dromen van Kees worden in de film gewoon in beeld gebracht, terwijl de voice-over, de stem van de schoolmeester van Kees (Hans Kesting), de boel aan elkaar praat. Overigens werd In 't Hout wel beperkt in zijn artistieke vrijheid. Zijn scenario moest eerst worden getoetst door een soort familieraad van de erven Thijssen.

## Acteurs
De keuze voor acteurs voor de personages Kees en Rosa was niet eenvoudig. De producenten besloten een speciale auditie te houden op internet. Wie zich geschikt achtte voor de rol van Kees of Rosa kon een eigen auditietape maken en opsturen. Al snel konden de makers van de film beschikken over zo'n honderd tapes, dvd's en cd-roms en nog eens 150 foto's. Hieruit selecteerden zij vier kandidaten voor de rol van Kees en twee voor Rosa. Uiteindelijk werd de dertienjarige Ruud Feltkamp uitverkoren als Kees en de eveneens dertienjarige Hannah Cheney als Rosa. Ruud Feltkamp had al ervaring opgedaan. Hij speelde het hoofdpersonage in de film Kruimeltje van Maria Peters. Wat de doorslag gaf was Feltkamps vertolking van de beroemde zwembadpas. Voor de rol van de schoolmeester/verteller had men aanvankelijk Kees van Kooten in gedachten, maar koos uiteindelijk toch voor acteur Hans Kesting.

## Productie
Omdat Amsterdam er in 2003 anders uitzag dan in 1895 moest er met behulp van computeranimatie het nodige weggehaald worden, c.q. worden toegevoegd. Zo werd het in 1929 afgebrande Paleis voor Volksvlijt weer digitaal opgetrokken. Het huis en de winkel van de familie Bakels werden in Hilversum volledig nagebouwd. Ook de dromen van Kees kostten de nodige moeite. zo stort in het begin van de film de Westertoren in een droom van de jongen in. Al met al werden de productiekosten begroot op 3,6 miljoen euro. Te duur voor een doorsnee Nederlandse film en dus zochten de producenten steun in het buitenland. Het werd een coproductie tussen Nederland, Duitsland en Engeland met steun van Eurimages. Het Nederlandse Fonds voor de Film, het CoBO fonds, het Stifo fonds, de NCRV en distributeur Universal/U.I.P (Nederland) financierden het Nederlandse deel. Omdat als gevolg van de Golfoorlog de inschrijving voor de financiering niet goed van de grond kwam, kwam er aanvankelijk te weinig geld binnen en moest de start van de opnames worden opgeschort. Op 23 mei 2003 startte regisseur André van Duren met de opnames op het Roelof Hartplein in Amsterdam. Er werd verder gefilmd op de Westertoren, bij de Haarlemmerpoort en op de Dam. De film werd behoorlijk gesponsord en de vier hoofdsponsors in de film, Van Bommel schoenen, Old Amsterdam kaas, De Ruijter gestampte muisjes en Bolletje beschuit zijn hier en daar opvallend in beeld.

## Ontvangst
De film trok iets meer dan 60.000 bezoekers en bracht slechts 395.508 euro op, veel te weinig voor een budget van 3,7 miljoen euro waar de film uiteindelijk op uit kwam. Als bij de testscreenings bleek dat met name kinderen niet begrepen waar de film over ging. Men breidde om die reden de vertellersrol uit en dus verduidelijkt Hans Kesting de hele film door wat er allemaal gebeurt. Dit werkte echter weer veel volwassenen op de zenuwen. Producent Matthijs van Heijningen weet het falen van de film aan het feit dat Kees de Jongen niet echt een rechttoe rechtaan familiefilm is, 'de film is te origineel', zei hij in het Parool van 30 december 2003. Regisseur Van Duren zei in Het Parool van 26 november 2003 dat de film niet bedoeld was voor kinderen en dat hem geen echte doelgroep voor ogen stond. De Pers was ook niet gunstig gestemd. Het NRC verweet de makers dat de effecten te goedkoop waren en de vertelstem te nadrukkelijk aanwezig, terwijl Het Parool een dramatische ontwikkeling miste tussen alle dromen.
1896-1909 · 1910-19 · 1920-29 · 1930-39 · 1940-49 · 1950-59 · 1960-69 · 1970-79 · 1980-89 · 1990-99 · 2000-09 · 2010-19
· 2020-29